# Университет Северной Виргинии
Университет Северной Виргинии (англ. University of Northern Virginia) — университет в штате Виргиния, США, существовавший в 1998—2014 годах.

## Учебные программы
Бакалавриат 
Бизнес администрирование (Bachelor of Business Administration) со специализациями:
- Управленческий и бухгалтерский учет
- Финансы
- Менеджмент
- Маркетинг

Информационные технологии (Bachelor of Science in Information Technology)
 Магистратура 
- Master of Science со специализациями:
  - Информационные технологии (управление)
  - Информационные технологии (железо)
- Master of Business Administration
  - Управленческий и бухгалтерский учет
  - Менеджмент в туризме
  - Финансы
  - Здравоохранение
  - Гостиничный бизнес
  - Общий менеджмент
  - Маркетинг
  - Управление проектами
- Executive MBA
- Master of Business Intelligence
- Master of Accountancy
- Master of Education со специализациями:
  - Дошкольное образование
  - Образовательные коммуникации
  - Лидерство
  - Преподаватель китайского как иностранного (TCSOL)
  - Преподаватель английского как иностранного (TESOL)
- Master of Public Administration

 Докторантура 
- Doctor of Business Administration
- Doctor of Education
- Doctor of Information Technology

 Программы сертификации 
Сертификация Oracle
Internet Design Certificate
Network certificate
Video Editing Certificate
Teaching English Certificate
 Подготовительные курсы английского 

## Краткая информация
Университет располагается в 15 милях от столицы США Вашингтона и насчитывает студентов-представителей более чем 70 наций. При поступлении в университет не требуется сдача экзаменов GRE или GMAT.